# Крылово (Усть-Кубинский район)
Крылово — деревня в Усть-Кубинском районе Вологодской области.
Входит в состав Троицкого сельского поселения, с точки зрения административно-территориального деления — в Троицкий сельсовет.
Расстояние по автодороге до районного центра Устья — 44 км, до центра муниципального образования Бережного — 2 км. Ближайшие населённые пункты — Прилуки, Погост Трифон, Бережное.
По переписи 2002 года население — 4 человека.